# Cassidibracon
Cassidibracon är ett släkte av steklar. Cassidibracon ingår i familjen bracksteklar.
Kladogram enligt Catalogue of Life:
| Cassidibracon | \| \| Cassidibracon castus \| \| \| \| \| \| Cassidibracon indicus \| \| \| \| \| \| Cassidibracon malabaricus \| \| \| \| \| \| Cassidibracon sumodani \| \| \| \| |
|               | \| \| Cassidibracon castus \| \| \| \| \| \| Cassidibracon indicus \| \| \| \| \| \| Cassidibracon malabaricus \| \| \| \| \| \| Cassidibracon sumodani \| \| \| \| |
|               | Cassidibracon castus |
|               | |
|               | Cassidibracon indicus |
|               | |
|               | Cassidibracon malabaricus |
|               | |
|               | Cassidibracon sumodani |
|               | |